# Ot
Ot (Ѿ, ѿ) är en bokstav i det tidiga kyrilliska alfabetet, en ligatur av bokstäverna omega och t. Ibland har bokstaven använts i de gamla slaviska språken (inklusive fornkyrkoslaviska och fornöstslaviska) för att stava prepositionen отъ ("från").